# اس‌ام یوسی-۹۲
اس‌ام یوسی-۹۲ (به انگلیسی: SM UC-92) یک زیردریایی است که طول آن ۱۸۵ فوت ۵ اینچ (۵۶٫۵۲ متر) می‌باشد. این زیردریایی در سال ۱۹۱۸ ساخته شد.